# Chanson des Saisnes
La Chanson des Saisnes est une chanson de geste contant la guerre entre Charlemagne et les Saxons. L'auteur en est Jean Bodel, avant l'an 1200.

## Présentation
La Chanson des Saisnes nous a été transmise à travers quatre manuscrits dont les versions sont sensiblement différentes :
- A, Paris, Bibliothèque de l'Arsenal, 3142, folios 229r° à 253 v°
- R, Paris, Bibliothèque nationale, fr 368, folios 121r° à 139 v°
- L, Cologny-Genève, Fondation Martin Bodmer, cod.40, folios 1r° à 122 v°
- T, Turin, Bibliothèque nationale, LV 44, folios 1r° à 135 v°.

Annette Brasseur a proposé en 1989 une édition synoptique du texte mettant en regard les différentes versions.